# Rrashbull
Rrashbull è una frazione del comune di Durazzo in Albania (prefettura di Durazzo).
Fino alla riforma amministrativa del 2015 era comune autonomo, dopo la riforma è stato accorpato, insieme agli ex-comuni di Ishëm, Katund i Ri, Manëz e Sukth a costituire la municipalità di Durazzo.

## Località
Il comune era formato dall'insieme delle seguenti località:
- Rrashbull
- Arapaj
- Shenavlash
- Shkallnur
- Manskuri
- Romanat
- Bozonxhije
- Xhafzota